# Andrés Morris
Andrés Morris (Valencia, España, 1928 - Valencia, 1987) fue un escritor, catedrático y dramaturgo español, que residió en la república de Honduras por un tiempo y fue cónsul de este país ante el gobierno de España.

## Biografía
Andrés Morris nació en la ciudad de Valencia, España el 10 de abril de 1928, realizó sus estudios de bachillerato en la localidad de Játiva, continuando sus estudios en Leyes en la Universidad de Sevilla y los concluyó en la Universidad de Valencia, respectivamente. Contrajo matrimonio con la hondureña Dña. Luz Laínez Girón, mientras realizaba viajes por Estocolmo y Londres.
Una vez radicado en Honduras su segundo hogar. Laboro en 1961 en la crítica literaria en La Prensa de Tegucigalpa, seguidamente fue maestro en la “Escuela Superior del Profesorado General Francisco Morazán” y consecutivamente es electo para dirigir el T.E.S.P. que después de unirse con otros círculos teatrales conformaron el Teatro Nacional de Honduras, que bajo su dirección y la del maestro Francisco Salvador logran sacar a flote esta rama dramática. Su primera obra hondureña fue: “La ascensión del busito” una farsa política inédita. Después el 20 de octubre de 1966 estrena en las instalaciones de la Casa de la Cultura de Tegucigalpa, la obra “El Guarizama”; después en 1968 estrena “La Miel del Abejorro” de grandes aceptaciones. En 1982 fue nombrado cónsul de la república de Honduras, ante España radicándose en su ciudad natal Valencia, la cual le vería morir en 1987.

## Obras
Teatro:
- La tormenta (1955),
- Ras de la gente (1957),
- Los ecos dormidos (1957),
- El Guarizama (1967),
- Oficios de hombres (1968),
- Trilogía ístmica: “El Guarizama”, “Oficio de hombres”, “La miel del abejorro” (1969).
- La piedra pulida (1964),
- Alteraciones de la paz y el orden/ Diálogos, monólogos y voces para un círculo. (2001).[3]